# دی‌سیکلوپنتادین
دی‌سیکلوپنتادین (به انگلیسی: Dicyclopentadiene) با فرمول شیمیایی C۱۰H۱۲ یک ترکیب شیمیایی با شناسه پاب‌کم ۶۴۹۲ است. که جرم مولی آن 132.20 g/mol می‌باشد. 